# Operazione Calendar
L'Operation Calendar avvenuta nell'aprile del 1942 fu un'operazione congiunta anglo-americana della seconda guerra mondiale, nell'ambito di quelle conosciute come Club Run, con lo scopo di trasferire aerei da caccia a Malta, al fine di rafforzare le difese dell'isola, sottoposta da mesi all'offensiva delle forze aeree dell'Asse.

## Premessa
Un'operazione "Club Run" per inviare velivoli da caccia verso Malta, iniziava con il caricamento a bordo della portaerei dei caccia destinati alla difesa dell'isola, con il trasbordo che avveniva solitamente nei porti britannici o a Gibilterra. Quindi la portaerei sotto la scorta di un'apposita formazione navale, iniziava la navigazione nel Mediterraneo occidentale fino a raggiungere la posizione entro il raggio di azione utile al decollo dei velivoli che proseguivano autonomamente il volo in formazione verso Malta, preceduti da un aereo guida (solitamente un idrovolante Short Sunderland), fino all'atterraggio sugli aeroporti maltesi.
Nella primavera del 1942, la Royal Navy  a causa degli impegni sugli oceani, notevolmente aumentati sia nell'area del Pacifico dopo l'entrata in guerra del Giappone sia sulle rotte per la Russia settentrionale per trasportare gli aiuti e le armi promesse all'Unione Sovietica, si trovava in difficoltà nell'organizzare nuovi convogli da Gibilterra a Malta, senza una scorta adeguata comprendente navi da battaglia e portaerei, quest'ultime in quel momento indisponibili.
L'Ark Royal era stata affondata nel novembre dell'anno prima, la Furious era in manutenzione a Filadelfia, in Pennsylvania e le dimensioni degli ascensori della Argus erano inferiori all'apertura alare degli Spitfire.
Ciò nonostante i Capi di Stato Maggiore britannici non intendevano abbandonare l'isola al suo destino e tra i primi provvedimenti presi vi fu comunque il rafforzamento delle difese aeree di Malta, incrementando il numero di Spitfire presenti, trentuno dei quali erano stati inviati nel precedente mese di marzo in tre occasioni con la portaerei Eagle. Necessitando quest'ultima di lavori di riparazione, il primo ministro Winston Churchill, con un messaggio personale inviato al presidente Franklin Delano Roosevelt, ottenne di poter disporre della Wasp, che si trovava distaccata a Scapa Flow.

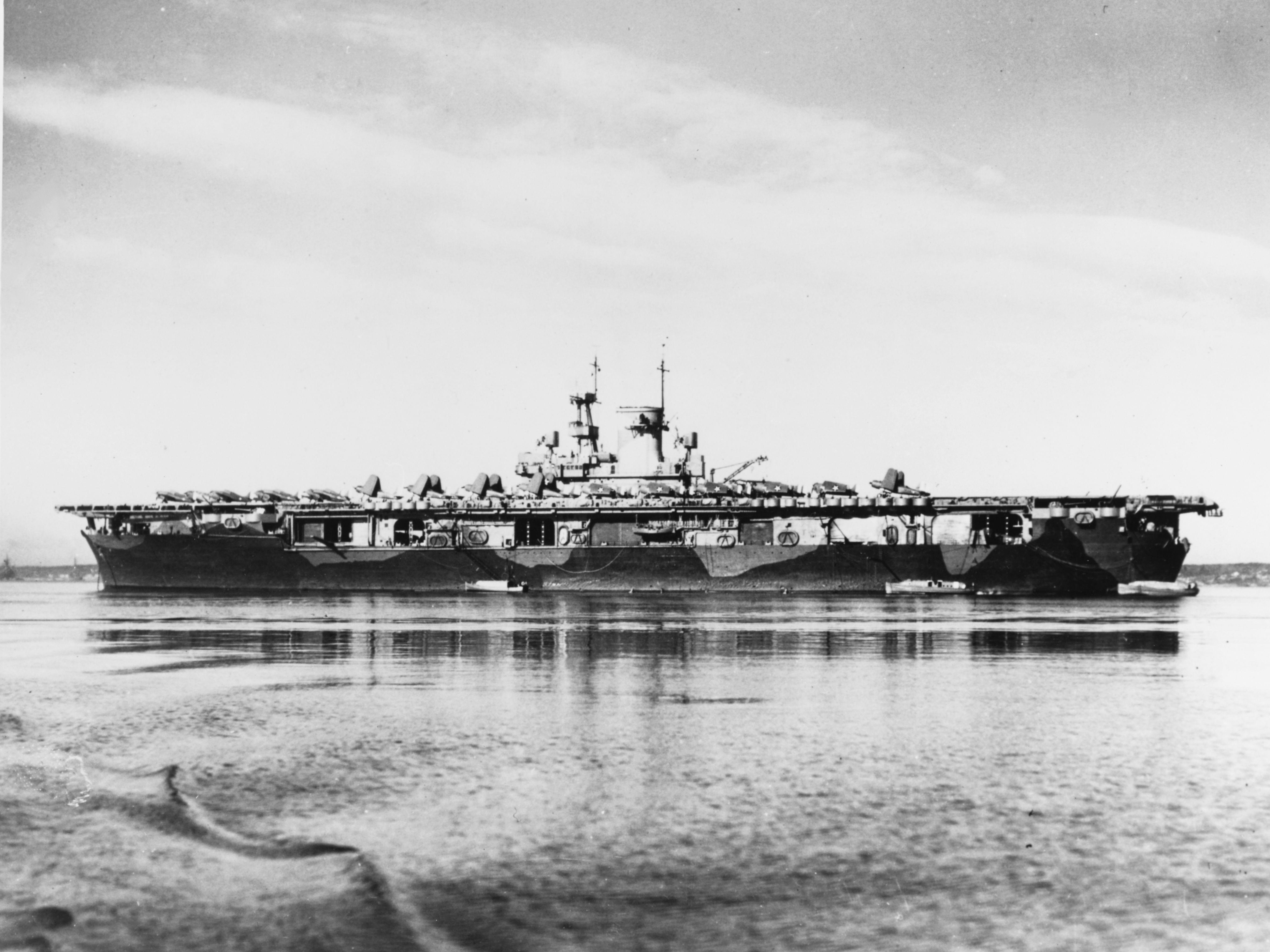
USS WASP fotografata nella primavera del 1942, con i Vought SB2U Vindicator e i Grumman F4F Wildcat aircraft sul ponte di volo

## Operazioni
La Wasp dopo aver trasferito a terra gli aerosiluranti TBD-1 Devastator del Torpedo Squadron VT-7  e i bombardieri in picchiata Vought SB2U Vindicator del Scouting Squadron 72  presso la Royal Naval Air Station Hatston, imbarcò quarantasette aerei degli No. 601 Squadron e  No. 603 Squadron della Royal Air Force con relativi equipaggi, dalle banchine del King George V Dock di Glasgow il 13 aprile.

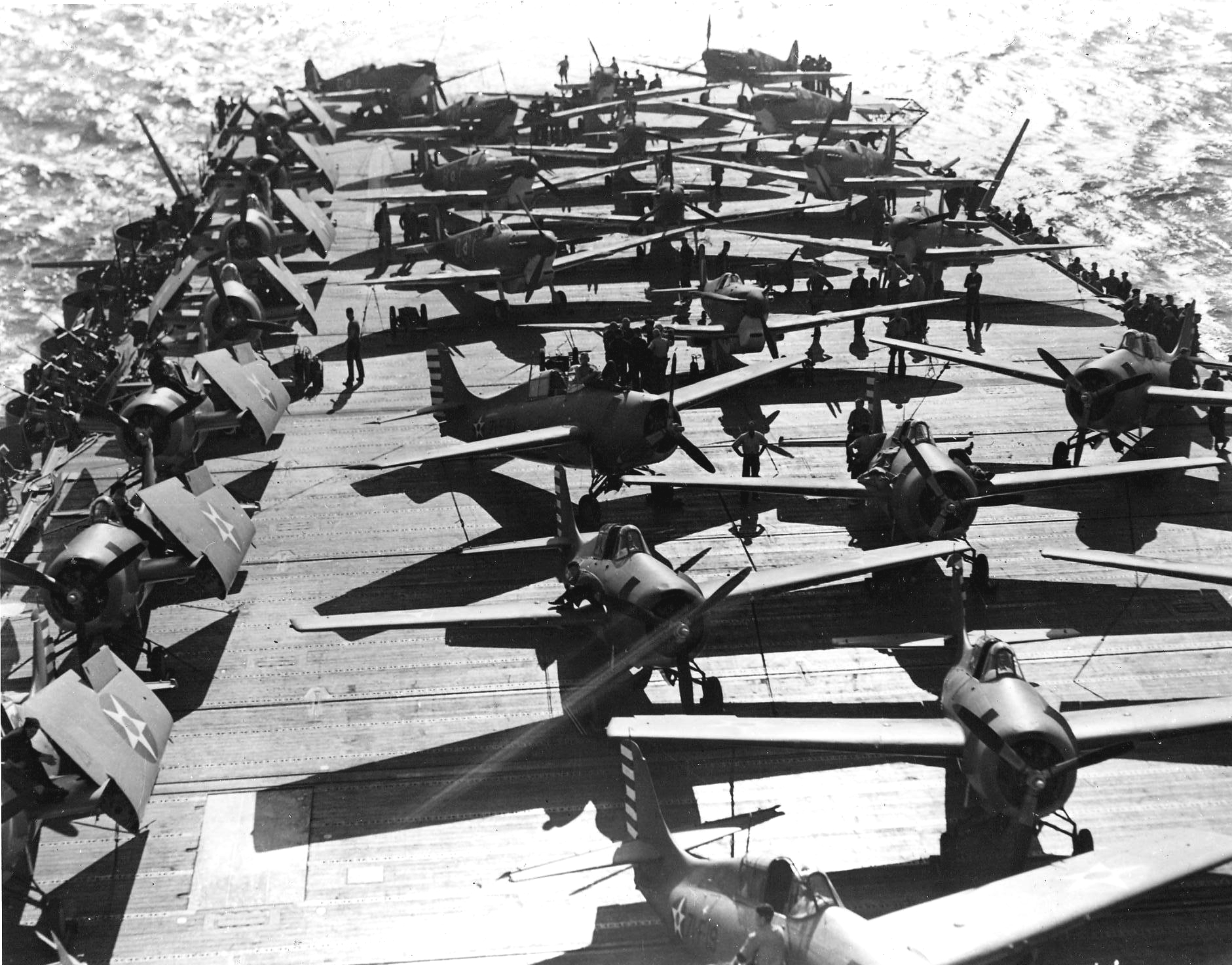
Wildcat e Spitfire sul ponte della USS Wasp (CV-7) in navigazione verso Malta (aprile 1942)

Gli aerei erano Spitfire Vb con un serbatoio ausiliario ventrale da 90 galloni americani (340 L) per aumentare l'autonomia. Comunque i velivoli erano stati preparati in modo non adeguato. I serbatoi ausiliari perdevano carburante, alcune radio non funzionavano e persino l'armamento dava problemi.
Gli Spitfire destinati a Malta erano privi delle due mitragliatrici da 0,303 pollici (7,7 mm); nei vani così ricavati venivano caricati pezzi di ricambio.
La Wasp salpò dal porto di Glasgow lungo l'estuario del Clyde il 14 aprile del 1942 con la scorta dei cacciatorpediniere USS Lang e USS Madison a cui si unì l'incrociatore da battaglia HMS Renown e la sua scorta (cacciatorpediniere HMS Inglefield, HMS Ithuriel, HMS Echo e HMS Partridge). 

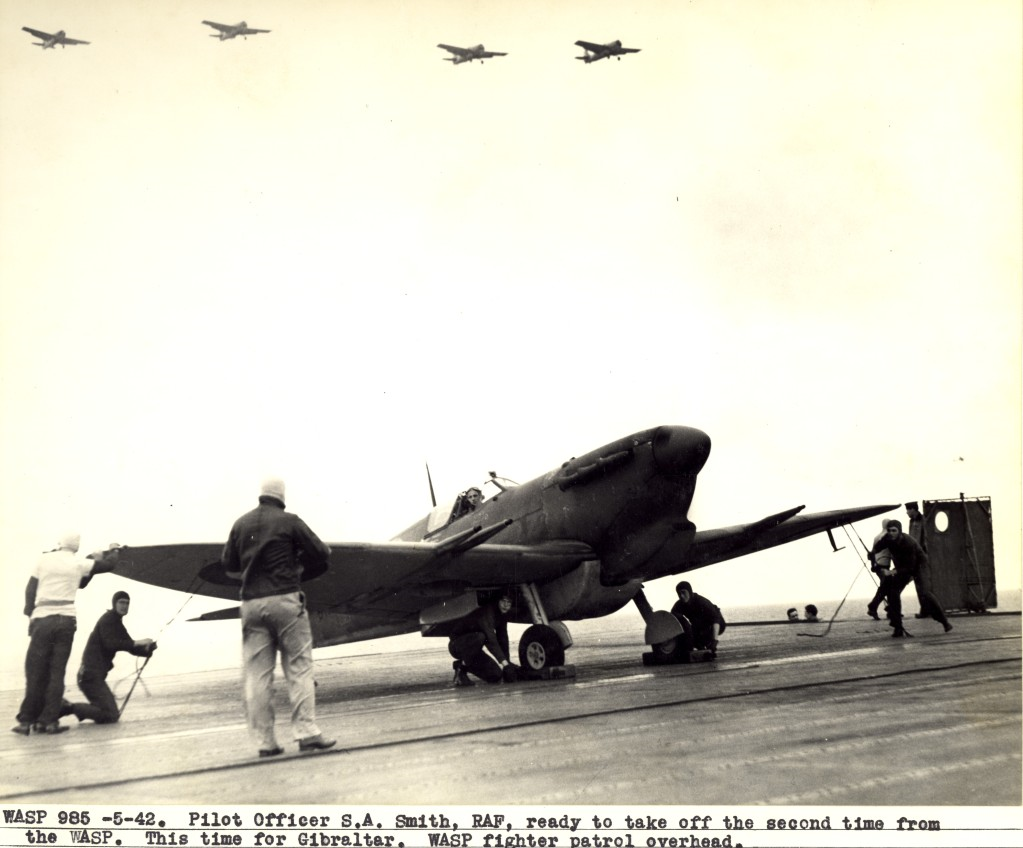
Spitfire VC pronto al decollo da ponte della USS WASP

Quando questa formazione navale della Home Fleet, nome in codice Forza W, attraversò lo stretto di Gibilterra nella notte tra il 18 e il 19 aprile del 1942, fu raggiunta dagli incrociatori leggeri HMS Charybdis, HMS Cairo e dai cacciatorpediniere HMS Westcott, HMS Wishart, HMS Vidette, HMS Wrestler e HMS Antelope.
Alle 04:00 del 20 aprile, 80 km a nordest di Algeri fu effettuato il lancio di undici Grumman F4F Wildcat del VF-71 a fornire la protezione aerea alla forza navale.
Subito dopo, in rapida successione, sotto l'ombrello protettivo dei Wildcat, avvenne il decollo dei quarantasette Spitfire verso Malta, che riuscirono a raggiungere tutti tranne uno, gli aeroporti di destinazione.

## Conseguenze
Pur se pienamente riuscita, l'operazione Calendar non riuscì a risollevare le sorti della difesa aerea di Malta. 
Infatti gli operatori della compagnia di radio-intercettazione della Luftwaffe situati a Pantelleria e in Sicilia riuscirono a stabilire l'esatto momento in cui gli Spitfire sarebbero atterrati sull'aeroporto di Ta' Qali.

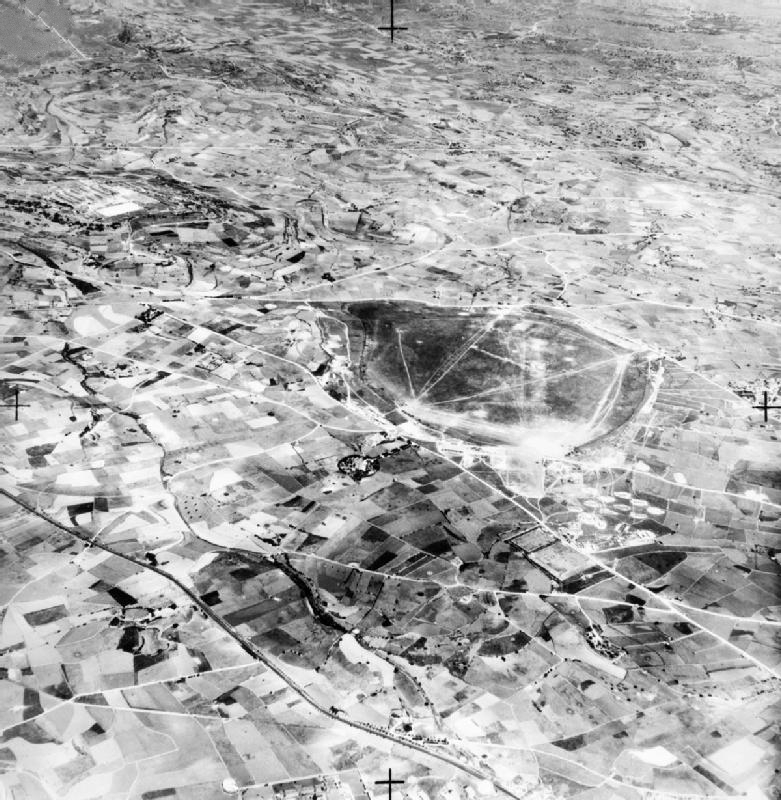
Foto aerea dell'aeroporto di Ta Kali aerial, 1941

Dei quarantasei Spitfire atterrati a Malta, venti andarono distrutti al suolo sorpresi fuori dai ricoveri, appena venti minuti dopo l'atterraggio, a seguito degli attacchi di massa portati dai velivoli da bombardamento del II. Fliegerkorps, che allora si trovava nella pienezza del suo organico. 
Gran parte dei restanti Spitfire arrivati a destinazione furono eliminati nei giorni successivi, in una serie d'incessanti attacchi al suolo e di durissimi combattimenti con i caccia dello Jagdgeschwader 53. Alla fine del mese di aprile del 1942, restavano efficienti a Malta, solo sei Spitfire.
La terribile offensiva della Luftwaffe su Malta dell'aprile del 1942, vide la partecipazione complessiva di 5 807 bombardieri, 5 667 velivoli da caccia, 345 da ricognizione e l'impiego di più di 6 500 kg di bombe.
Il Governatore dell'isola, Sir William Dobbie, fu rimosso con l'accusa di non aver assicurato un'adeguata protezione agli aerei e fu sostituito da Lord Gort.
La perdita degli Spitfire costrinse l'Ammiragliato a pianificare una nuova missione di rifornimento, l'operazione Bowery.